# تاكايوكي فوكومورا
تاكايوكي فوكومورا (باليابانية: 福村 貴幸) (22 ديسمبر 1991 في هيراكاتا في اليابان – )؛ هو لاعب كرة قدم ياباني سابق كان يلعب كمدافع.

## وصلات خارجية
- تاكايوكي فوكومورا على موقع رابطة كرة القدم اليابانية للمحترفين (اليابانية)
- تاكايوكي فوكومورا على موقع قاعدة بيانات كرة القدم.إي يو (الإنجليزية)
- تاكايوكي فوكومورا على موقع Soccerway.com (الإنجليزية)
- تاكايوكي فوكومورا على موقع عالم كرة القدم.نت (الإنجليزية)